# Круїзинг

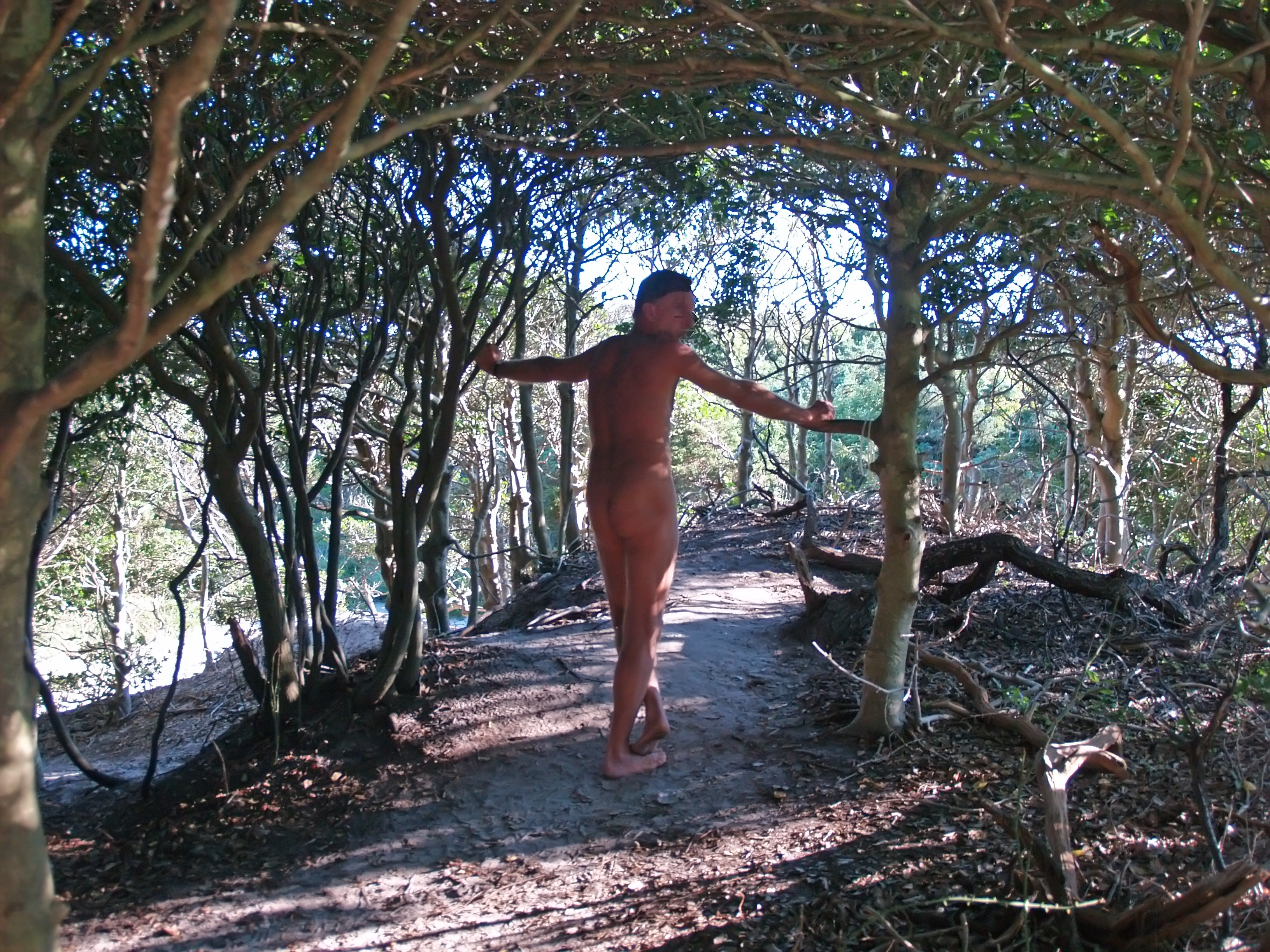
Круїзінг в окрузі Саффолк.

Круїзинг або зйом (англ. cruising) — пошук сексуальних партнерів у громадських місцях. Термін частіше вживається щодо пошуку гей-сексу; так називається в оригіналі «Шукач» (1980), один з перших голлівудських фільмів на гей-тематику.
У застосуванні до суден дієслово to cruise вперше зафіксовано в XVI столітті, проте вже в XVII столітті воно починає застосовуватися і до людей. Сучасне значення виникло в США та пов'язано з популярністю автомобілів та розширенням водопровідної мережі в американських містах, що призвело до облаштування громадських туалетів в парках.
Круїзінг може становити небезпеку, оскільки привертає злочинців. Також він критикується за забруднення популярних місць круїзінга сміттям, викинутим з вікон машин. Круїзінг заборонений в деяких місцевостях та карається штрафом як створюючий небезпеку для інших водіїв та сприяючий збільшенню злочинності проти як шукаючих, так і пропонуюючих секс (не обов'язково платний).
Зокрема, в Південній Каліфорнії в одних округах круїзінг заборонений спеціальним дорожнім знаком, а в інших з приводу заборони мають місце дебати, які призводять до демонтажу знаків.

## Фільми про круїзинг
- Американські графіті (реж. Джордж Лукас, 1973)
- Розшукуючий (реж. Вільям Фрідкін, 1980)
- Незнайомець на озері (реж. Ален Гіроді, 2013)
- Новий Олімп (реж. Ферзан Озпетек, 2023)

Крім фільмів, круїзінг згадується в багатьох піснях епохи диско, включаючи «Cruisin'» Смокі Робінсона і «I'm a Cruiser» колективу Village People.